# Lakota (Dakota du Nord)
Pour les articles homonymes, voir Lakota.
La ville de Lakota est le siège du comté de Nelson, dans l’État du Dakota du Nord, aux États-Unis. Sa population, qui s’élevait à 672 habitants lors du recensement de 2010, est estimée à 625 habitants en 2019.

## Histoire
Lakota a été fondée en 1883.

## Démographie
| 1890 | 1900 | 1910  | 1920 | 1930 | 1940 |
| ---- | ---- | ----- | ---- | ---- | ---- |
| 227  | 576  | 1 023 | 959  | 860  | 907  |

| 1950  | 1960  | 1970 | 1980 | 1990 | 2000 |
| ----- | ----- | ---- | ---- | ---- | ---- |
| 1 032 | 1 066 | 964  | 963  | 898  | 781  |

| 2010 | - | - | - | - | - |
| ---- | - | - | - | - | - |
| 672  | - | - | - | - | - |

## Galerie photographique

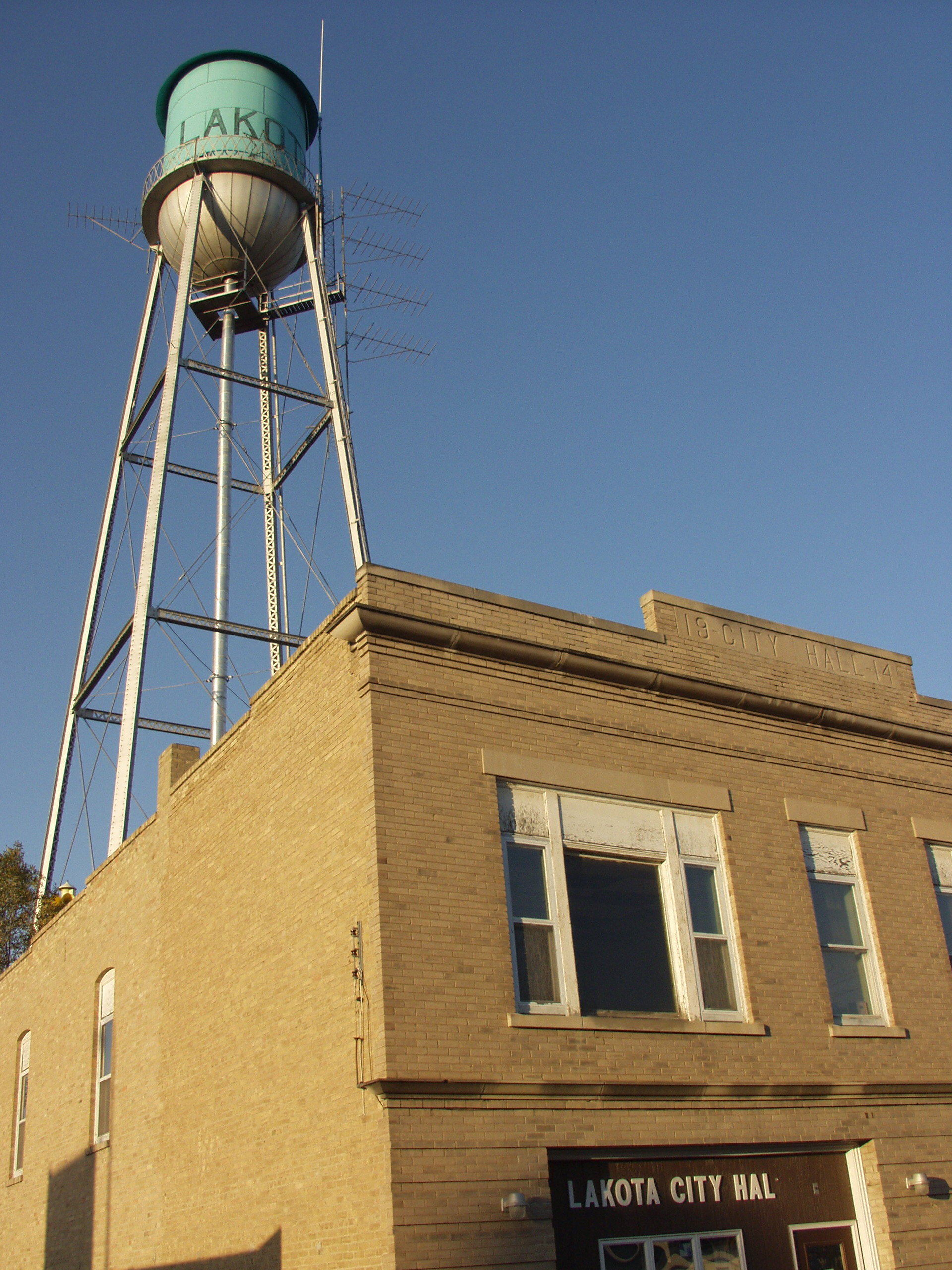
L’hôtel de ville de Lakota
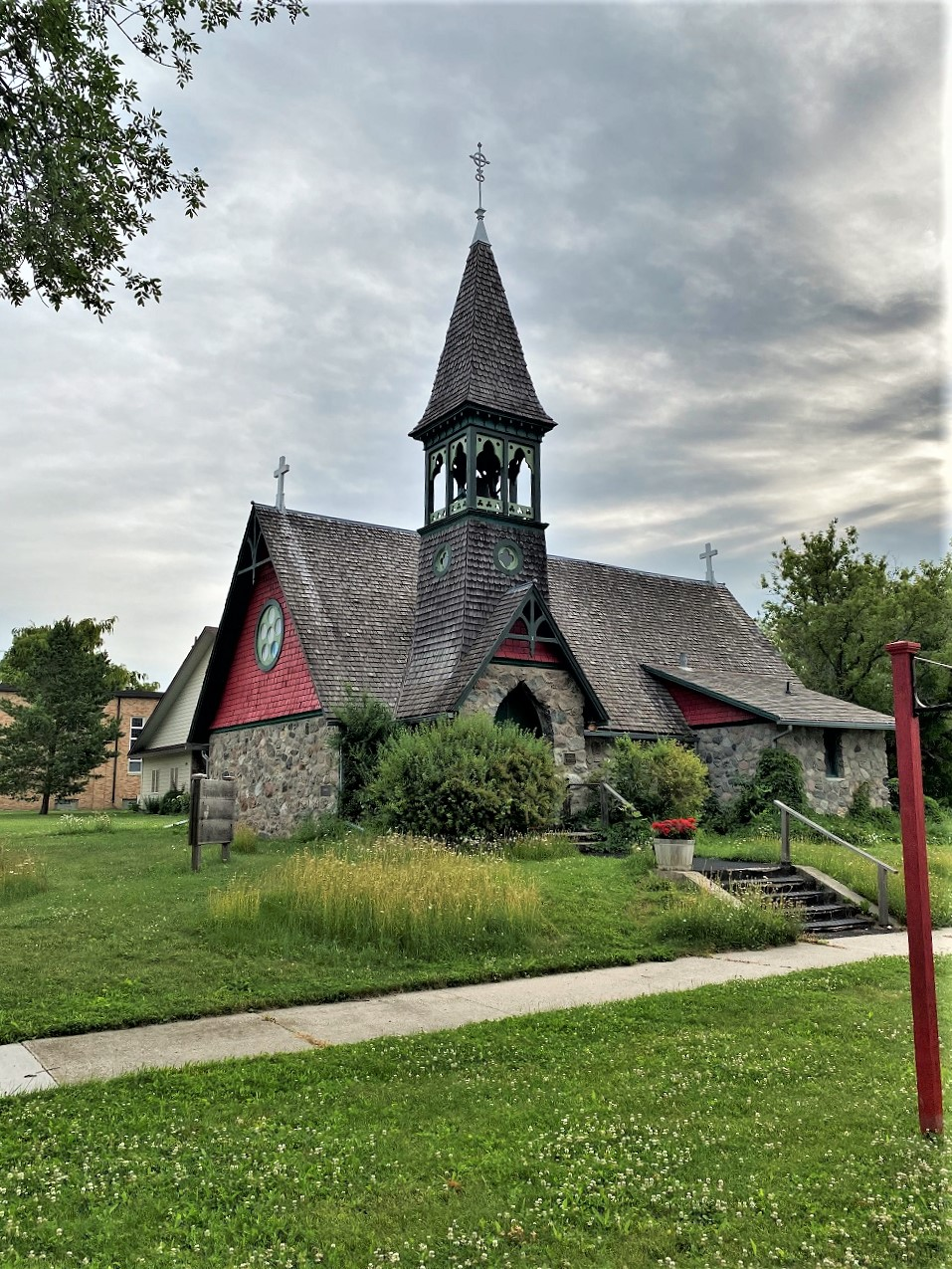
L’église épiscopalienne du Bon-Berger